# Sonoma County
Sonoma County är ett county i Kalifornien i delstaten USA. Administrativ huvudort (county seat) är Santa Rosa.

## Geografi
Enligt United States Census Bureau har countyt en total area på 4 579 km². 4 082 km² av den arean är land och 497 km² är vatten.

### Angränsande countyn
- Mendocino County, Kalifornien - nord
- Lake County, Kalifornien - nordost
- Napa County, Kalifornien - öst
- Solano County, Kalifornien - sydost
- Marin County, Kalifornien - syd
- Contra Costa County, Kalifornien - sydost

## Vindistrikt
Countyt är USA:s mest kända vindistrikt efter Napa Valley. Till skillnad från Napa är dock detta distrikt ett stort och heterogent distrikt med många olika klimat och jordtyper. Totalt omfattar distriktet cirka 17 000 hektar vinodling. Först på 1970-talet utvecklades distriktet till den betydelse det har idag.

### Druvor

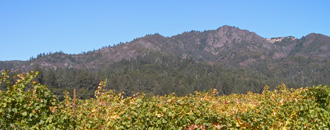
Hood Mountain med vinodlingar i förgrunden.

Kalifornien i allmänhet – och Sonoma County i synnerhet – är hemvist för druvan zinfandel, som i Europa vanligen kallas primitivo. Distriktet är också störst i Kalifornien på pinot noir och chardonnay sett till ordlingsarealer.